# Église Saint-Gervais-Saint-Protais de Pierrefitte-sur-Seine
Pour les articles homonymes, voir Église Saint-Gervais-Saint-Protais et Église Saint-Gervais.
L'église Saint-Gervais-Saint-Protais est située rue de Paris à Pierrefitte-sur-Seine dans le département de la Seine-Saint-Denis au nord de Paris, en Île-de-France, France. C'est une station du chemin de Compostelle qui traverse Plaine Commune.

## Histoire

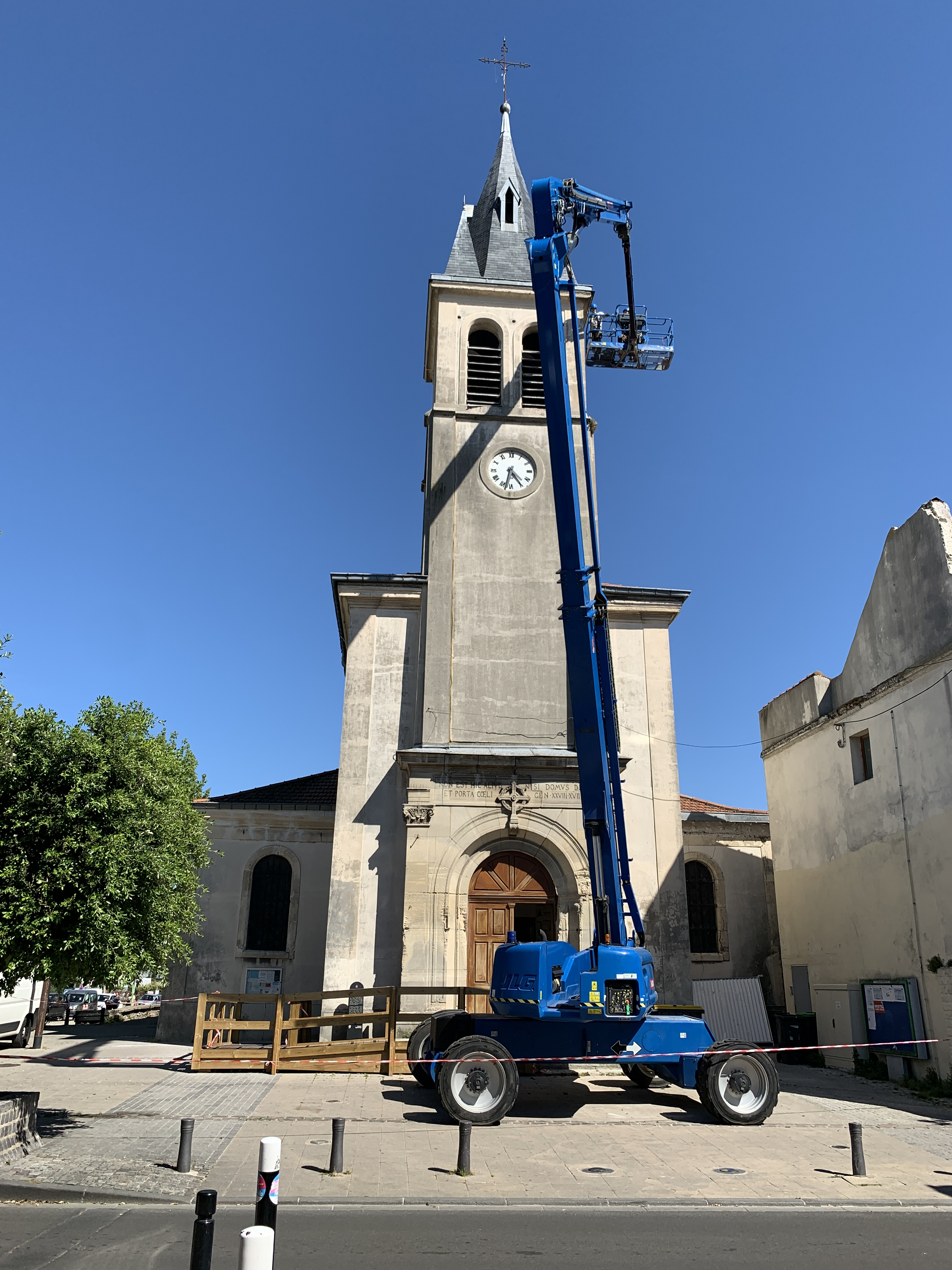
Pendant les travaux en 2020.

Une église Saint-Gervais-Saint-Protais est attestée à cet emplacement au début du XIIIe siècle. Une dédicace est mentionnée en 1599. L’église est reconstruite en 1856. Au début du siècle, un chapiteau roman servait de cuve baptismale dans l’église. Les fonts baptismaux actuels des XIIe et XIIIe siècles proviennent de l’église précédente.
Achevée en 1857 sous la direction de l'architecte Paul-Eugène Lequeux, elle est consacrée le 21 octobre 1857.
L'église abrite deux tableaux notables : une représentation de saint-Jérôme et du martyre de Saint-Gervais et de Saint-Protais. L'« Esquisse pour l'église de Pierrefitte : Saint Gervais et Saint Protais conduits au martyre » est une toile d'Edmond Louis Dupain (1847-1933) réalisée entre 1875 et 1877 et propriété du Petit Palais. Au-dessus de l’autel, une peinture murale de Charles Timbal représente « le Christ dans sa gloire bénissant les hommes de bonne volonté » et les apôtres.
La cloche aurait été offerte par l’impératrice Eugénie. Restauré en 1980, l’orgue, signé des ateliers Cavaillé-Coll, a été installé en 1862.
L'église se trouve sur une voie des Chemins de Compostelle inaugurée en octobre 2018.

## Architecture

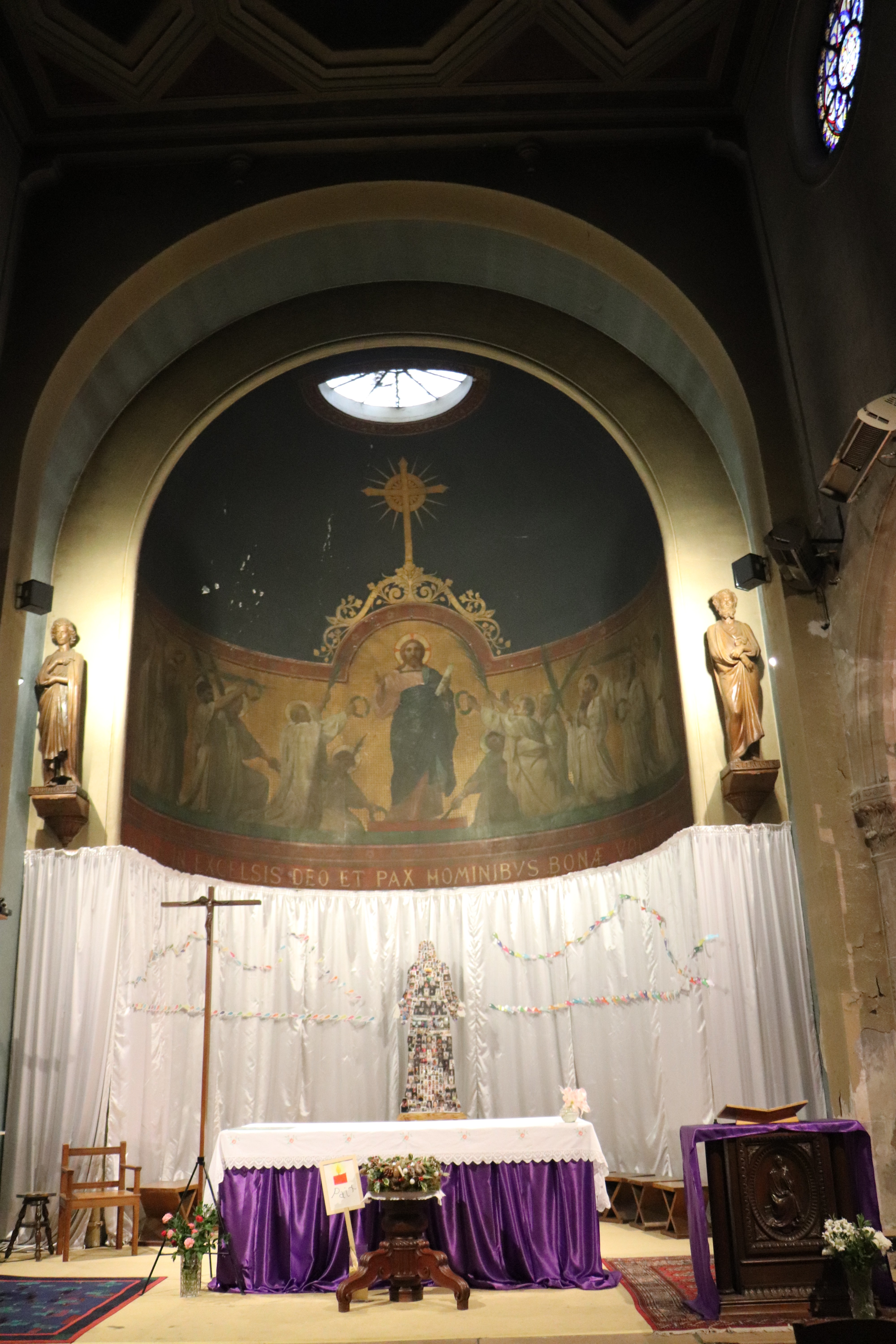
L'autel en 2019.

C'est un bâtiment orienté sud-est avec un plan longitudinal avec un chevet à abside semi-circulaire. Elle est divisée en trois vaisseaux, un central et deux bas-côtés, et cinq travées.